# Jack Gwaltney
Jack M. Gwaltney (Roanoke (Virginia), 15 september 1960) is een Amerikaans acteur en filmproducent.

## Biografie
Gwaltney is geboren in Roanoke (Virginia) maar groeide op in Charlottesville (Virginia).
Gwaltney begon in 1986 met acteren in de televisieserie Spenser: For Hire. Hierna heeft hij nog meerdere rollen gespeeld in televisieseries en films zoals Casualties of War (1989), As the World Turns (1993-1995), Trial by Jury (1994), The Siege (1998), Star Trek: Enterprise (2004) en Damages (2011).
Gwaltney is ook actief als filmproducer, in 2005 heeft hij de film Devil's Punchbowl geproduceerd.

## Filmografie

### Films
Uitgezonderd korte films.
- 2017 Mohawk - als Charles Hawkes
- 2013 Queen City – als Wilson
- 2012 Safe – als rechercheur Reddick
- 2006 Delirious – als Chuck Sirloin
- 2005 Black Wine – als agent
- 2005 Love Thy Neighbor – als Jack
- 2004 Despacito – als Anthony
- 2002 Checkout – als Chad Anders
- 1998 The Siege – als Fred Darius
- 1998 The Secret of Mulan – als stem (animatiefilm)
- 1997 G.I. Jane – als Goldstein
- 1996 One Way Out – als Frank
- 1994 Vanishing Son IV – als Sandler
- 1994 Risk – als Karl
- 1994 Trial by Jury – als Teddy Parnell
- 1994 Vanishing Son III – als Sandler
- 1994 The Cosby Mysteries – als Thorne
- 1990 Vital Signs – als Kenny Rose
- 1989 Casualties of War – als Rowan

### Televisieseries
Uitgezonderd eenmalige gastrollen.
- 2011 Damages – als Thomas Lowry – 5 afl.
- 2006 Conviction – als Robert – 2 afl.
- 2004 Star Trek: Enterprise – als Vosk – 2 afl.
- 1998 Trinity – als Billy Bingham – 3 afl.
- 1996 – 1997 Profit – als Pete Gracen – 8 afl.
- 1993 – 1995 As the World Turns – als dr. Brad Wyndham - ? afl.

- Library of Congress Control Number: no2016150915
- Virtual International Authority File: 493147907522079210009
- WorldCat: E39PBJvmFPpv3TrPVk3y9b7WDq